# Schwarzmaar
Schwarzmaar ist ein Ortsteil der Gemeinde Weilerswist im Kreis Euskirchen, Nordrhein-Westfalen und bildet zusammen mit Neukirchen und Müggenhausen die statistische Ortschaft Müggenhausen mit gut 500 Einwohnern.

## Lage

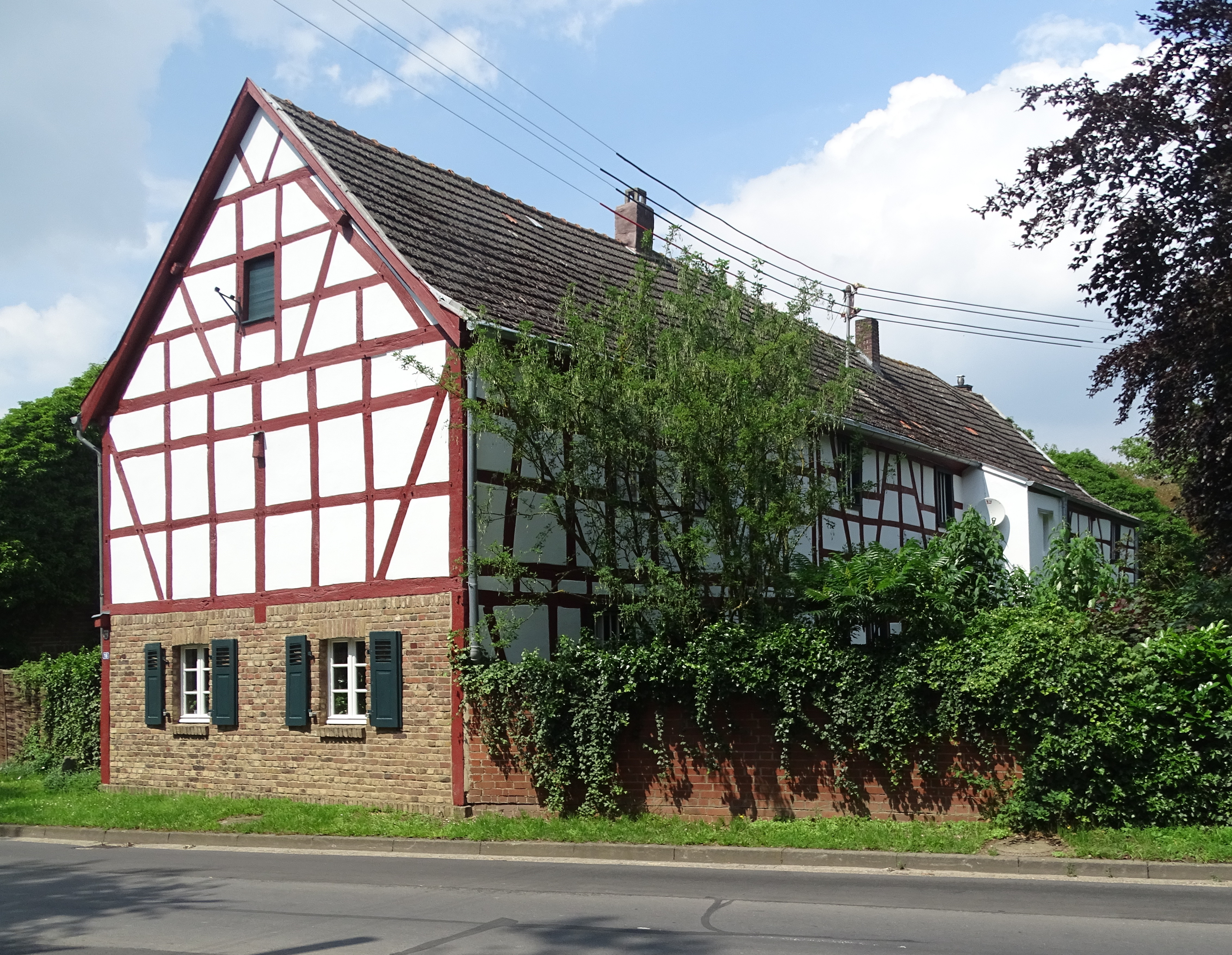
Fachwerk-Hofanlage in Schwarzmaar, Vernicher Straße 16

Der Ortsteil liegt südlich von Weilerswist und nördlich von Müggenhausen. Die Kreisstraße 3 führt durch den Ort. Etwa zwei Kilometer östlich verläuft die Bundesautobahn 61.

## Verkehr
Die VRS-Buslinie 986 der RVK verbindet den Ort mit Weilerswist und Heimerzheim, abends und am Wochenende als TaxiBusPlus nach Bedarf. Die Bushaltestelle Abzw. Schwarzmaar liegt allerdings etwas außerhalb des eigentlichen Ortes an der Kreuzung mit der K 2.
| Linie | Verlauf |
| ----- | --- |
| 986   | Abends und am Wochenende als TaxiBusPlus: Heimerzheim – Neukirchen – Müggenhausen – Abzw. Schwarzmaar – Metternich – Weilerswist Bf |